# Mário Mascarenhas
Mário Mascarenhas (Cataguases, 21 de janeiro de 1917 — Rio de Janeiro, 1992), foi um acordeonista e compositor brasileiro.
Iniciou seus estudos de acordeão aos 15 anos de idade, na sua cidade natal. Serviu na Força Expedicionária Brasileira durante a Segunda Guerra Mundial, participando das ações da Força Expedicionária Brasileira na Itália. Durante a guerra feriu-se e foi transferido para os Estados Unidos, onde aprendeu alguns métodos de acordeão e aperfeiçoou seu domínio sobre o instrumento. Morou por três anos nos Estados Unidos, inclusive recebendo certificado pelo aprendizado do acordeão. Também morou por dois anos na Argentina, onde recebeu maiores instruções sobre o instrumento e recebeu outro certificado.
Logo após criou métodos de aprendizagem de acordeão, piano, flauta doce (principalmente com forma didática para crianças), violão e teclado, além de criar arranjos e coletâneas de obras consagradas, muitas vezes simplificando-as. O modo como seu método é apresentado nas obras varia desde músicas folclóricas brasileiras e estrangeiras, adaptações e cópias de músicas clássicas e eruditas.
Durante a década de 1950, no Brasil, o acordeão foi um instrumento muito popular, devido ao grande sucesso de Luiz Gonzaga; com isso, os métodos de Mário Mascarenhas e suas aulas foram procurados com grande frequência, fazendo com que ele reunisse professores e estudantes de suas academias de acordeão em um concerto de mil acordeões no Teatro Municipal do Rio de Janeiro.
Marcos Valle, Edu Lobo, Gilberto Gil, Roberto Menescal, Eumir Deodato e Francis Hime iniciaram seu aprendizado musical tocando acordeão com Mário Mascarenhas.

## Discografia
- 1958 - Tequila/Yo lo quiero • RCA Victor • 78
- 1957 - Caprichos de amor/Choro de criança • RCA Victor • 78
- 1957 - Brasil, jardim do mundo/Espalha brasa • RCA Victor • 78
- 1956 - O califa de Copacabana/Rapsódia sueca • RCA Victor • 78
- 1956 - Pedido de casamento/Pássaro azul • RCA Victor • 78
- 1956 - Tango do desejo/Só com você tenho paz • RCA Victor • 78
- 1955 - Salomé/Coração de Conchita • RCA Victor • 78
- 1955 - Um português no Brasil/Polca dos beijos • RCA Victor • 78
- 1955 - Iara/Salamaleque • RCA Victor • 78
- 1954 - Amor cigano/Marrocos • RCA Victor • 78
- 1954 - Carrapicho/O assobiador • RCA Victor • 78
- 1954 - Festa de aniversário/Eu quero é confusão • RCA Victor
- 1954 - Deus! Salve o Brasil/Alma cigana • RCA Victor • 78
- 1953 - Escorregue o pé/Linda guaxiny • Continental • 78
- 1953 - Vagabundo/Lá vai Maria Fumaça • RCA Victor • 78
- 1953 - Glórias de toureiro/Ranchinho encantado • RCA Victor • 78
- 1953 - Briga de marimbondo/Centenário glorioso • RCA Victor •